# 氧化应激

活性氧结构。
1：单线态氧
2：基态氧分子
3：超氧化物
4：过氧化氢
5：羟基自由基

氧化應激（英語：oxidative stress），又称氧化壓力、氧化逆境，为机体活性氧成分与抗氧化系统之间平衡失调引起的一系列适应性的反应。干擾細胞正常的氧化還原狀態，會製造出過氧化物與自由基導致毒性作用，因此損害細胞的蛋白質、脂類和DNA。
氧化壓力會導致細胞衰老（英語：cell senescence），且發生在人類的氧化壓力，被認為是造成亞斯伯格症候群、自閉症、阿茲海默症、帕金森氏症、注意力缺陷過動症、動脈粥樣硬化、心臟衰竭及癌症等的成因。活性氧也有它的益處，免疫系統可利用活性氧攻擊並殺死病原；短期的氧化壓力在生物體内也有重要的作用，例如毒物興奮效應。活性氧也應用於細胞信號（英語：cell signaling）。